# Andrei Andrejewitsch Gromyko

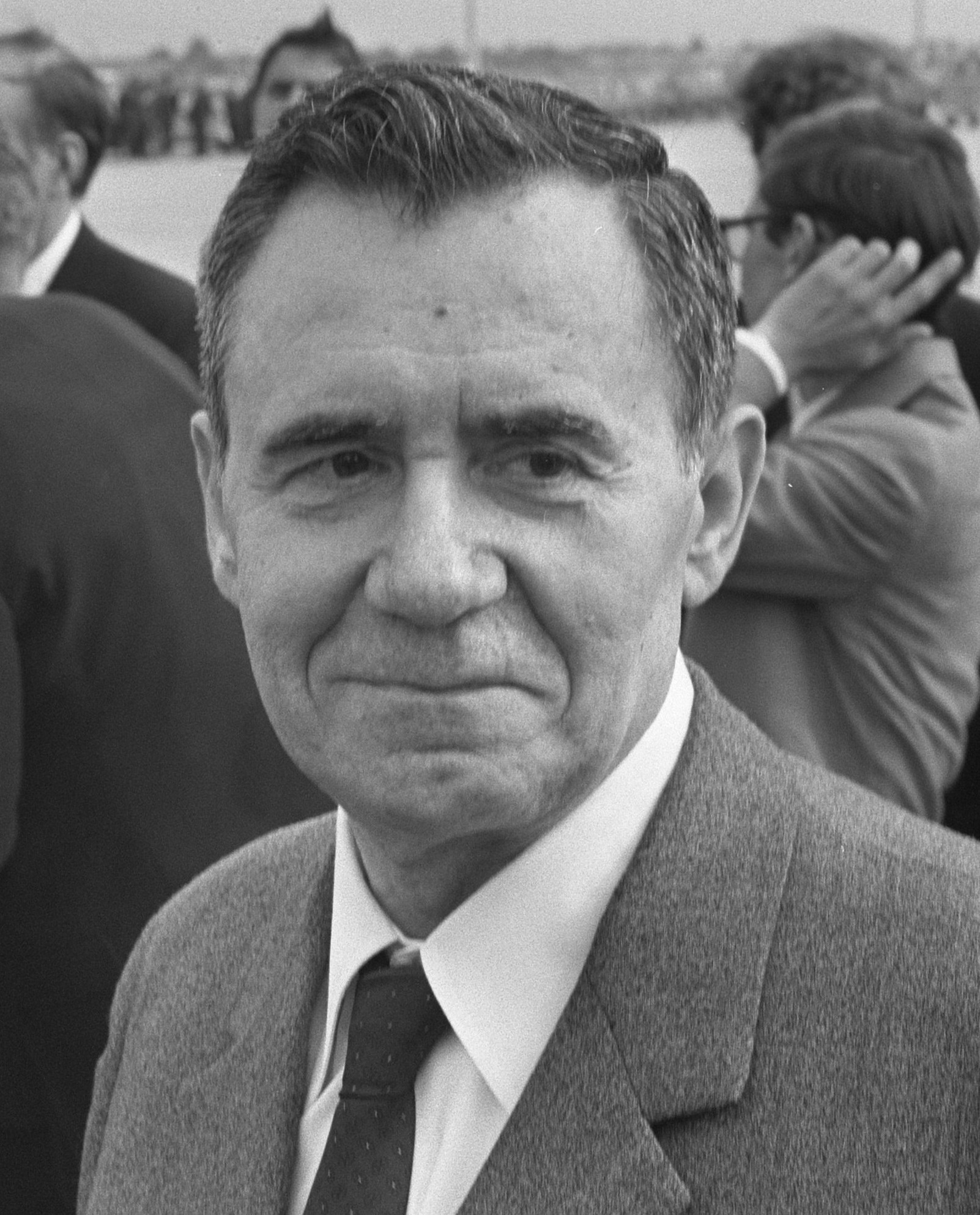
Außenminister Gromyko (1972)

Andrei Andrejewitsch Gromyko (* 5. Julijul. / 18. Juli 1909greg. in Staryje Gromyki bei Gomel, Gouvernement Mogiljow, Russisches Kaiserreich, heute Belarus, als Andrei Andrejewitsch Burmakow; † 2. Juli 1989 in Moskau) war ein sowjetischer Politiker. Von 1957 bis 1985 bekleidete er das Amt des Außenministers der UdSSR und war damit nach Saud ibn Faisal der am längsten amtierende Außenminister der Welt. Er wurde als harter Verhandler bekannt. Im Westen erhielt er in den 1940ern wegen seines unnachgiebigen Verhandlungsstils im Sicherheitsrat der Vereinten Nationen den Spitznamen Genosse Njet (im Englischen Mr. Nyet oder Grim Grom). Von 1985 bis 1988 war Gromyko Vorsitzender des Präsidiums des Obersten Sowjets und damit Staatsoberhaupt des Landes.

## Leben
Gromykos Vater Andrei Matwejewitsch Burmakow war Kleinbauer und Arbeiter und kämpfte als Soldat sowohl 1904/05 im Russisch-Japanischen Krieg als auch von 1914 bis 1917 im Ersten Weltkrieg. Die Mutter Olga Jewgenjewna entstammte gleichfalls einer einfachen bäuerlichen Familie. Ihr Sohn wuchs in der belarussischen Bezirkshauptstadt Wetka auf und nutzte die neuen Möglichkeiten, die sich nach der Oktoberrevolution auch Kindern wie ihm eröffneten, die aus einfachen Verhältnissen stammten. Mit 13 Jahren trat er dem örtlichen Komsomol bei und wurde 1923 dessen erster Sekretär. Bolschewistischer Tradition aus der Zeit des Untergrundkampfes folgend, legte er sich einen Tarnnamen zu und nannte sich künftig Gromyko nach seinem Geburtsort. 1931 trat er in die Kommunistische Partei der Sowjetunion ein.
Nachdem er zunächst eine Primarschule in Gomel und eine technische Berufsschule in Baryssau besucht hatte, studierte er Ökonomie der Landwirtschaft zunächst in Minsk und später in Moskau. Von 1936 bis 1939 war er Professor am Moskauer Wirtschaftsinstitut. Nach den Stalinschen Säuberungen kam Gromyko 1939 in die Abteilung für Amerika des Außenministeriums. Bald darauf wurde er in die USA entsandt und arbeitete dort an der sowjetischen Botschaft. 1943 wurde er zum Botschafter in den USA ernannt. Im Zweiten Weltkrieg spielte er als engerer Vertrauter von Außenminister Molotow eine wichtige Rolle bei der Koordination der Aktivitäten beider Länder. So nahm er auch an den Konferenzen von Jalta und Potsdam sowie an der Gründung der Vereinten Nationen teil.

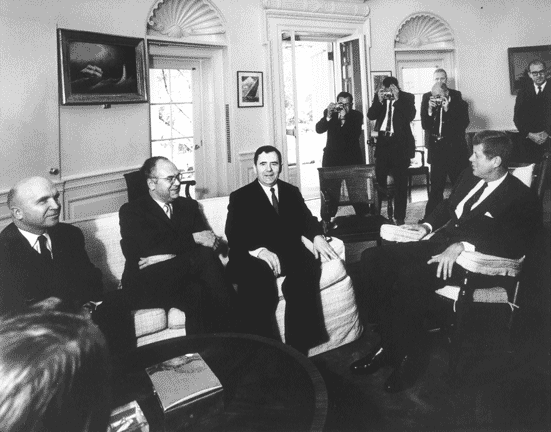
Gromyko (3. v. l.) im Gespräch mit US-Präsident John F. Kennedy 1962

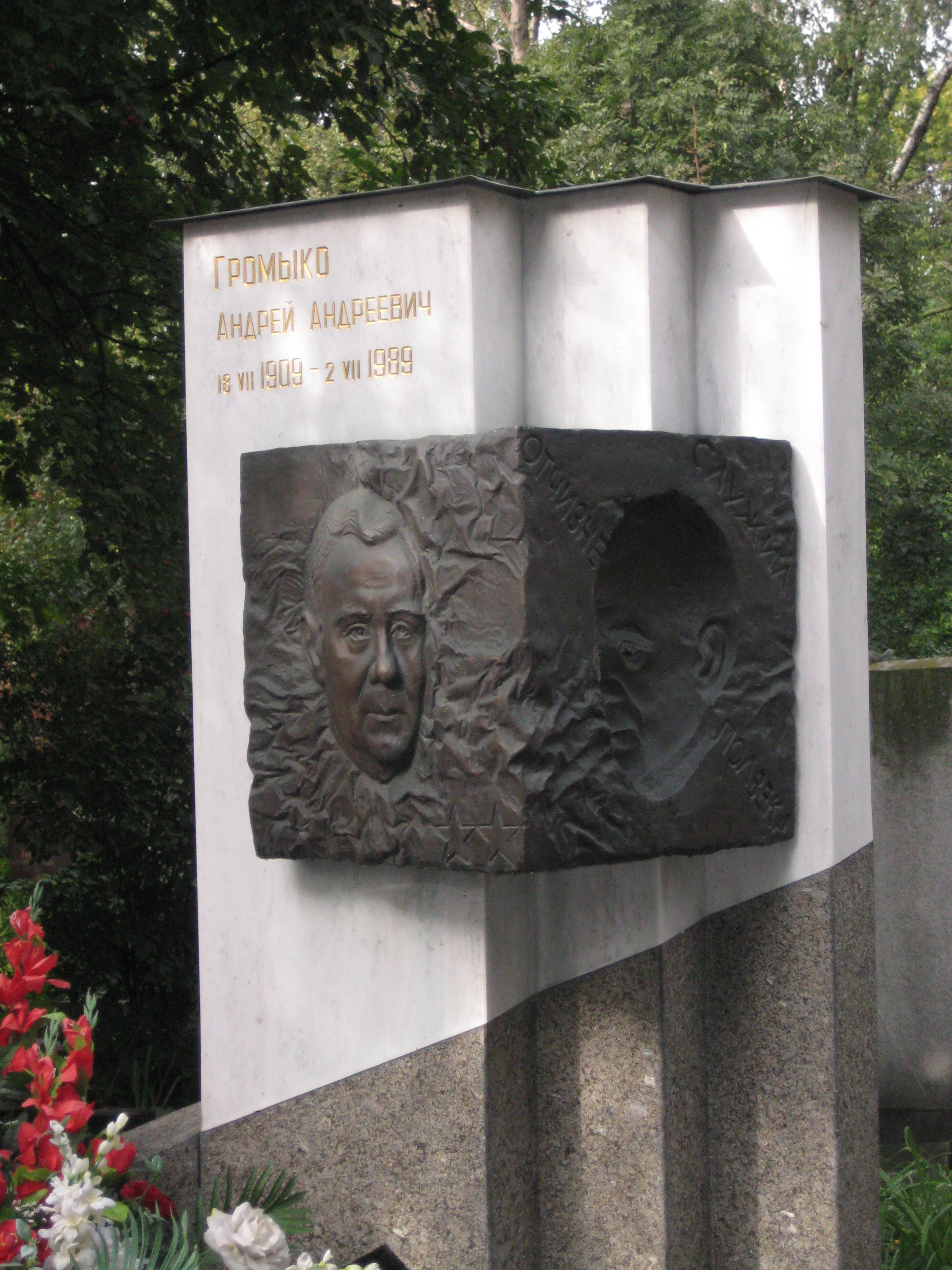
Grabmal in Moskau

1946 wurde Andrei Gromyko Vertreter der UdSSR im Sicherheitsrat der Vereinten Nationen. 1952 und 1953 diente er als Botschafter in Großbritannien. Danach kehrte er in die Sowjetunion zurück und wurde am 15. Februar 1957 zum Außenminister ernannt – ein Amt, das er 28 Jahre ausfüllte. In dieser Position war er direkt an der Kubakrise beteiligt und traf sich während der Krise mit Präsident Kennedy. Er war auch an den Verhandlungen für verschiedene Rüstungsbeschränkungsverträge beteiligt, insbesondere am ABM-Vertrag, am Kernwaffenteststopp-Vertrag, SALT I und II, INF und START. Während der Breschnew-Jahre war er an der Entwicklung der Entspannungspolitik zwischen den Supermächten beteiligt.
Gromyko wurde 1973 Mitglied des Politbüros. Wenige Monate nach dem Machtantritt von Michail Gorbatschow ernannte dieser Eduard Schewardnadse Anfang Juli 1985 zum sowjetischen Außenminister. Gromyko übernahm daraufhin den Vorsitz des Präsidiums des Obersten Sowjets und war damit Staatsoberhaupt der UdSSR (2. Juli 1985 bis 1. Oktober 1988) – ein rein repräsentatives Amt. Drei Jahre später wurde er wegen seiner konservativen Ansichten aus dem Amt gedrängt. Ein Jahr darauf starb er kurz vor seinem 80. Geburtstag in Moskau. Er wurde auf dem Nowodewitschi-Friedhof beigesetzt.
Sein Sohn Anatoli Gromyko (1932–2017) war Diplomat, Historiker und Mitglied der Russischen Akademie der Wissenschaften, sein Enkel Alexei Gromyko ist ebenfalls Historiker und Akademiemitglied.